# آلبانی (تگزاس)
آلبانی (به انگلیسی: Albany) شهری در شهرستان شکلفورد ایالت تگزاس از ایالات جنوبی ایالات متحده آمریکا است. در سرشماری سال ۲۰۰۰، جمعیت این شهر ۱٬۹۲۱ نفر اعلام شد.